# 広島電鉄1000形電車 (2代)

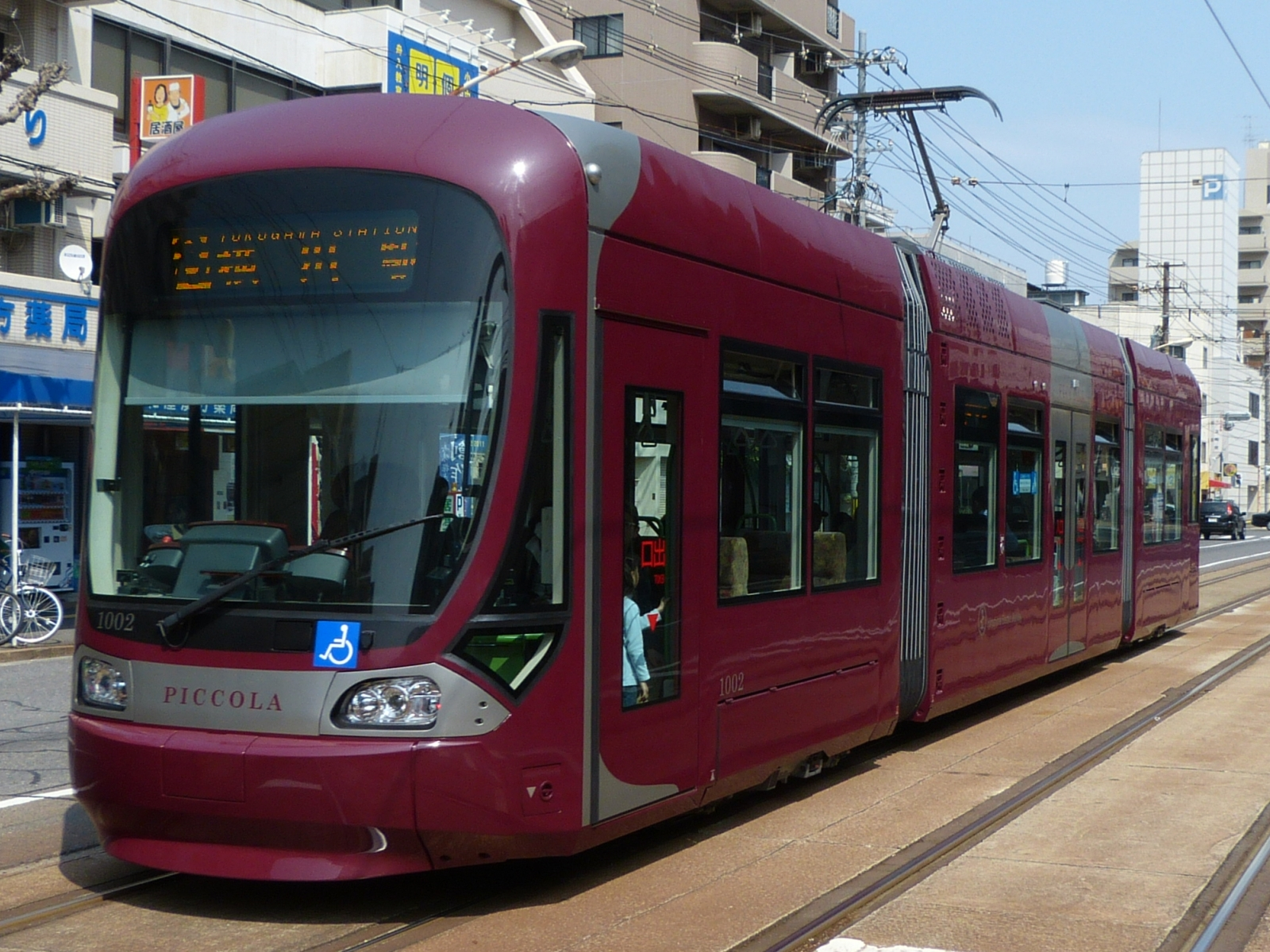
100周年記念塗装 1002号 PICCOLA

広島電鉄1000形電車（ひろしまでんてつ1000がたでんしゃ）は、広島電鉄が2013年から運用を開始した路面電車である。

## 概要
広島電鉄およびその前身会社で「1000形」を名乗る電車としては、1922年（大正11年）に導入された宮島線用高床車C形を、1939年（昭和14年）に改番して誕生した1000形に次ぐ2代目となる。
2013年2月14日に千田車庫で出発式を開催し、翌15日から7号線（横川駅 - 広電本社前間）・8号線（横川駅 - 江波間）と、9号線の白島 - 江波間直通運用で運行開始している。
2014年2月1日の2編成の増備に合わせて、5号線（広島駅 - 比治山下 - 広島港）でも運行開始。さらにその後も増備されており、2016年1月29日の1009号の投入時から3号線（広電西広島 - 広島港）での運用を開始したことにより、広電のすべての路線で超低床車両（1000形、5000形、5100形、5200形）が運行されることになった。

### 導入までの経緯
2012年5月11日発表の『広島電鉄サービス向上計画』において、超低床車両の増備と運行路線の拡大が発表された。2012年8月24日に広電の運賃値上げが報道されたときに、広電の車両124両のうち、48編成が製造から45年以上経過し、2027年までに40編成を超低床車両に置き換えたいとした。
2012年9月11日付け中国新聞は、これまで超低床車両を運行していなかった白島線と横川駅-江波間において、2013年1月から2月を目処に「短い編成の」超低床車両の運行を始めると報道した。そのときに発表された、導入される車両の仕様は、現行の超低床形車両である5100形をベースに、編成長を5両編成30メートルから3両編成18.6メートルに短縮し前中扉に変更。三菱重工業三原製作所・近畿車輛・東洋電機製造が製造。1編成の値段は2億7000万円で、一部広島市と国の補助金の活用も検討し、当時の計画では2027年時点で超低床車両を62編成にし、半数の編成を超低床車両にすることを目指すとしていると報道された。また、2013年2月1日付けの日刊工業新聞も、納入する新車のうち半数近くの編成を18メートル級にしたいと報道した。
2012年11月23日付け中国新聞では、白島線の運行を、これまで回送電車しか走行していなかった八丁堀交差点を通過し、本線および江波線に乗り入れ、白島-江波間を1日3往復から4往復直通運行するため、広島県警と調整していると報道。同日開催された『電車開業100周年記念祭』で、越智秀信社長（当時）が新車両を公表した。
2012年12月18日に、編成の車番および愛称がイタリア語で「小さい」を意味する『PICCOLO』（ピッコロ、1001号）、『PICCOLA』（ピッコラ、1002号）と決定し、試運転中、1編成をアンデルセン（アンデルセングループ）とのコラボレーションラッピング塗装（アンデルセンの新商品の告知ラッピング）とすることが明らかにされた。翌日の新聞で、2013年1月10日ごろから試運転を開始し、2月15日から営業運転に投入されることと、2013年度にも3編成程度導入することが報道された。
1001号車は、2013年1月8日に三菱重工業三原製作所から搬入。同月下旬には1002号車も搬入された。納入後は、営業運転では使用予定がない、宮島線でも試運転が行われた。
2013年2月6日に、形式名が1000形になることと運行路線および運行本数が正式発表された。

### 導入後の動き
2013年度は、3編成を導入。2013年11月に、1003号以降が『GREEN MOVER LEX』(グリーンムーバー・レックス)になることが明らかになった。愛称の『LEX』は『Light Excursion』から作られた造語。同月、第13回ひろしまグッドデザイン賞の特別賞を受賞した。
12月より試運転を開始。2014年1月27日に、同年2月1日より1003号・1004号。2014年2月14日に、2月17日より1005号が運行開始することを発表した。2020年2月までに1018号までが導入されている。
2018年5月10日より、1000形限定でICカード利用者に限り通常は乗車専用となる中扉からも降車が可能となるICカード全扉降車サービスが開始された。

## 車体概要

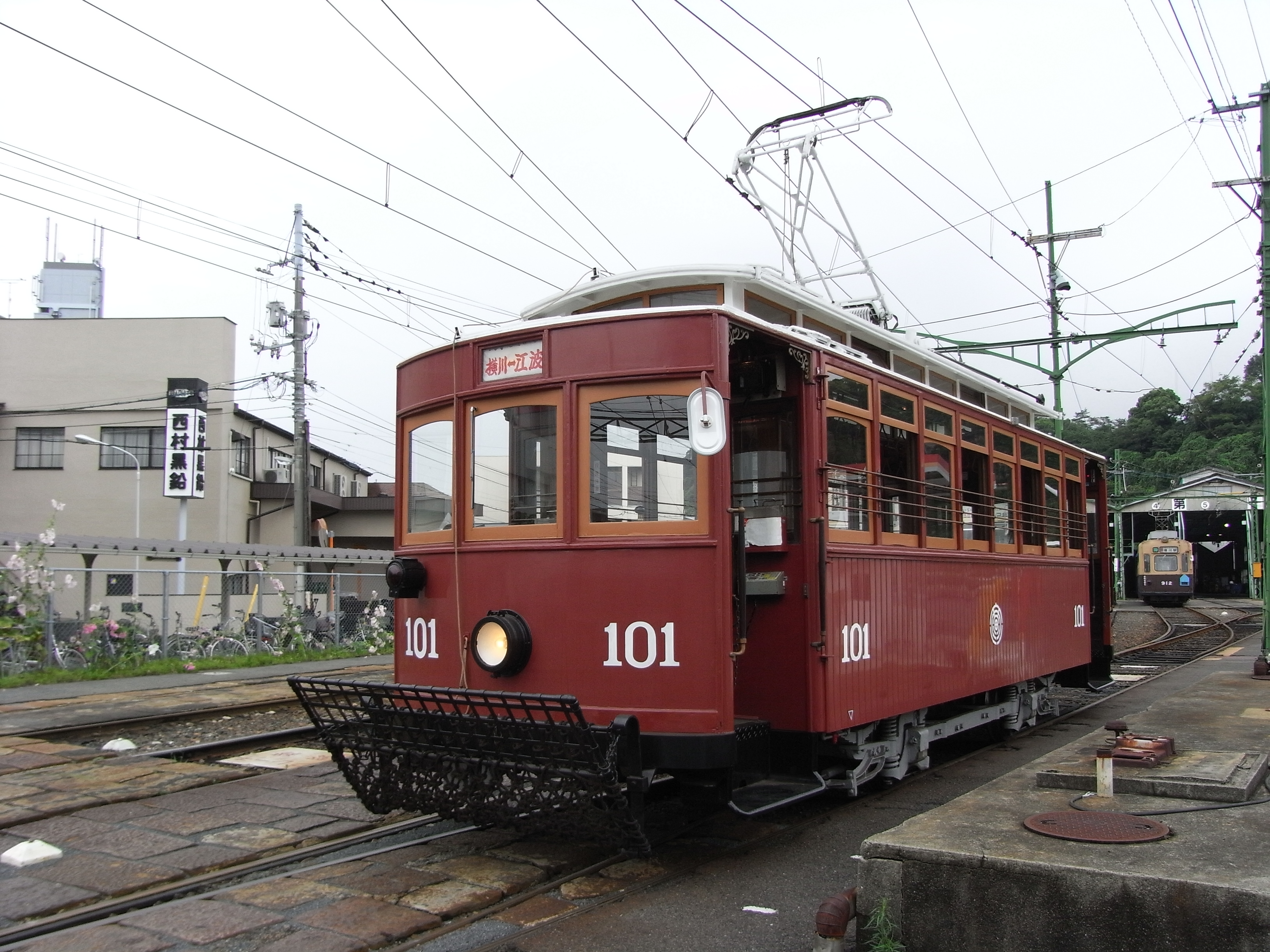
参考
開業時の電車を復元した100形
開業時の塗装を復元している

製造は、5100形同様に近畿車輛・三菱重工業・東洋電機製造が行い、広島電鉄と共同開発した。5100形に続くJTRAMシリーズの一つとしている文献もある。
5100形をベースにしつつ、機能性・静粛性・メンテナンス性を向上を目的に、制御装置・補助電源装置・空調装置・車両情報装置を新設計している。外観は5100形に近いデザインとなっている。なお、前照灯及び尾灯は修理交換の安易化のため、日野自動車がセレガ（兄弟車のいすゞ・ガーラを含む）やプロフィアなどで採用したヘッドライトと同型の物を装備している。定員86人（着席定員33人）で、乗車口を中央部に、降車口を運転席側前方に設置した。
1001号・1002号の塗色は「広島電鉄電車開業100周年記念車両」との位置づけから、開業当時の初代100形をイメージした『アニバーサリー・レッド』と称する葡萄色系の塗色のオリジナル塗装となっていた。1001号と1002号とでは若干色合いが異なっていた。車体中央部に『100周年の祝杯』をイメージしたという杯をモチーフとしたアクセント塗装が施されていた。2012年11月の導入発表時には車体色は白色で公開され、さらに輸送時・試運転中はラッピング塗装されたことで本来の塗装が非公開だったため、この塗装は2月14日の出発式で初公開となった。2020年までには全ての車両 (GREEN MOVER LEX) の塗装が、白地に前面・側面の窓周りが黒で、車体下部と運転台（前面窓の周囲）に緑の帯を入れたものとなっている
車体は5100形の5車体3台車に対して、3車体2台車の連接構造となっており、台車は両端の先頭車にそれぞれ1台ずつある。中間車は台車がなく浮いた状態となっており、両端の先頭車との連接により支えられている。本形式と従来車との大きな違いとして、車掌台が当車両には設置されていないことが挙げられ、連接車でありながらワンマン運転を主眼に置いた設計となっている。このためワンマン運転を円滑に行えるよう、運転席にはモニターが設置され、車内をモニタリングできるようになっている。シートは、5100形同様にもみじ柄が描かれたが、1001号・1002号については色調をブラウン系に変更し、1003号以降は、濃緑色に変更されている。座席配置は、先頭車はクロスシート、中間車はロングシートにした。
さらに当車両には、これも広電では初めてデジタルサイネージ機能を持つ液晶モニターが設置された。双方の運転台すぐ裏に設置され、乗客に到着電停案内や乗り換え案内、運賃の案内などを行う。また1016号までの連接部の天井部分には電光表示装置が取り付けられている（5100形と同様）。環境への配慮もあり、車内灯はすべてLED化されている。

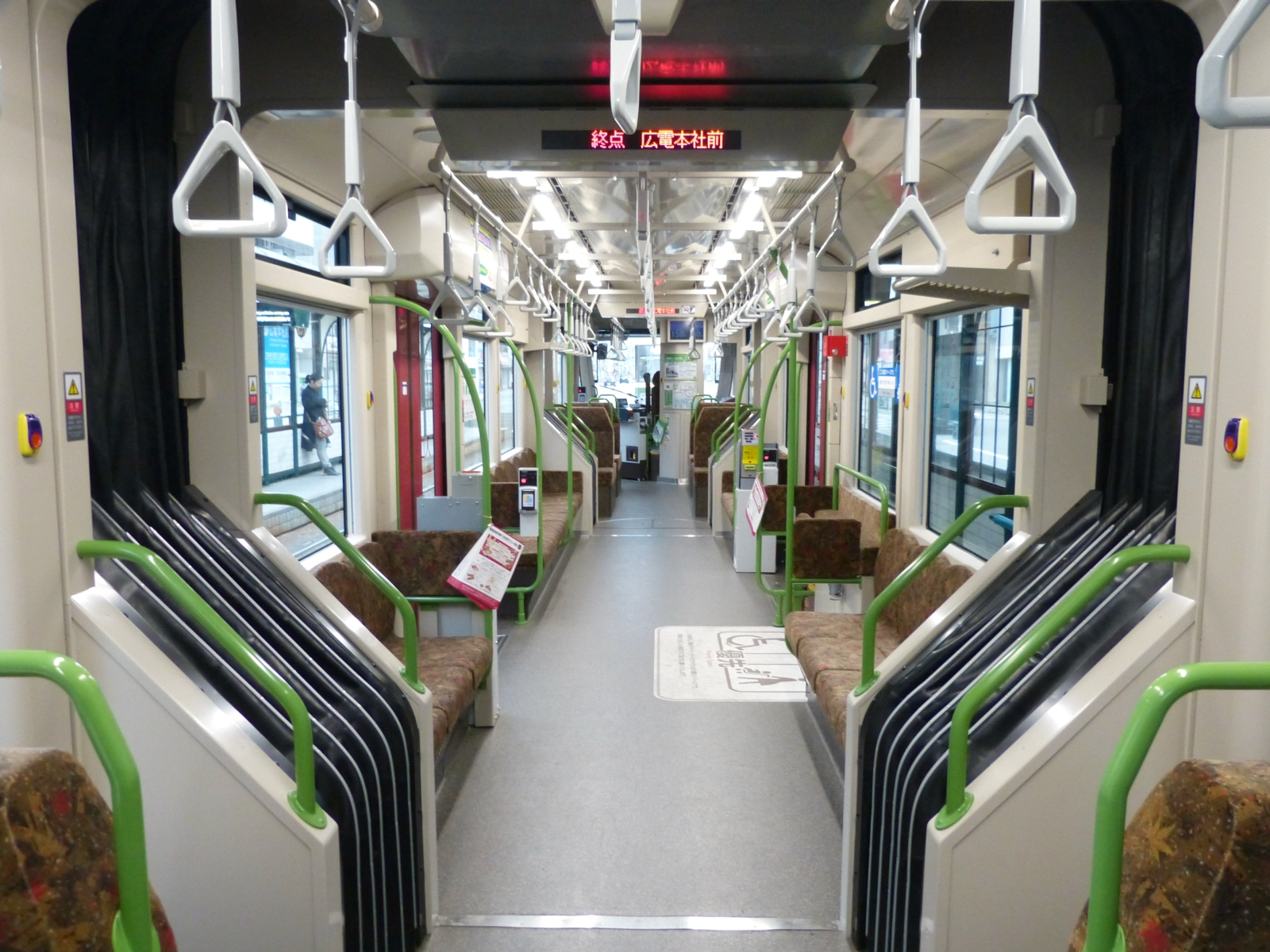
客室（1001、1002号）
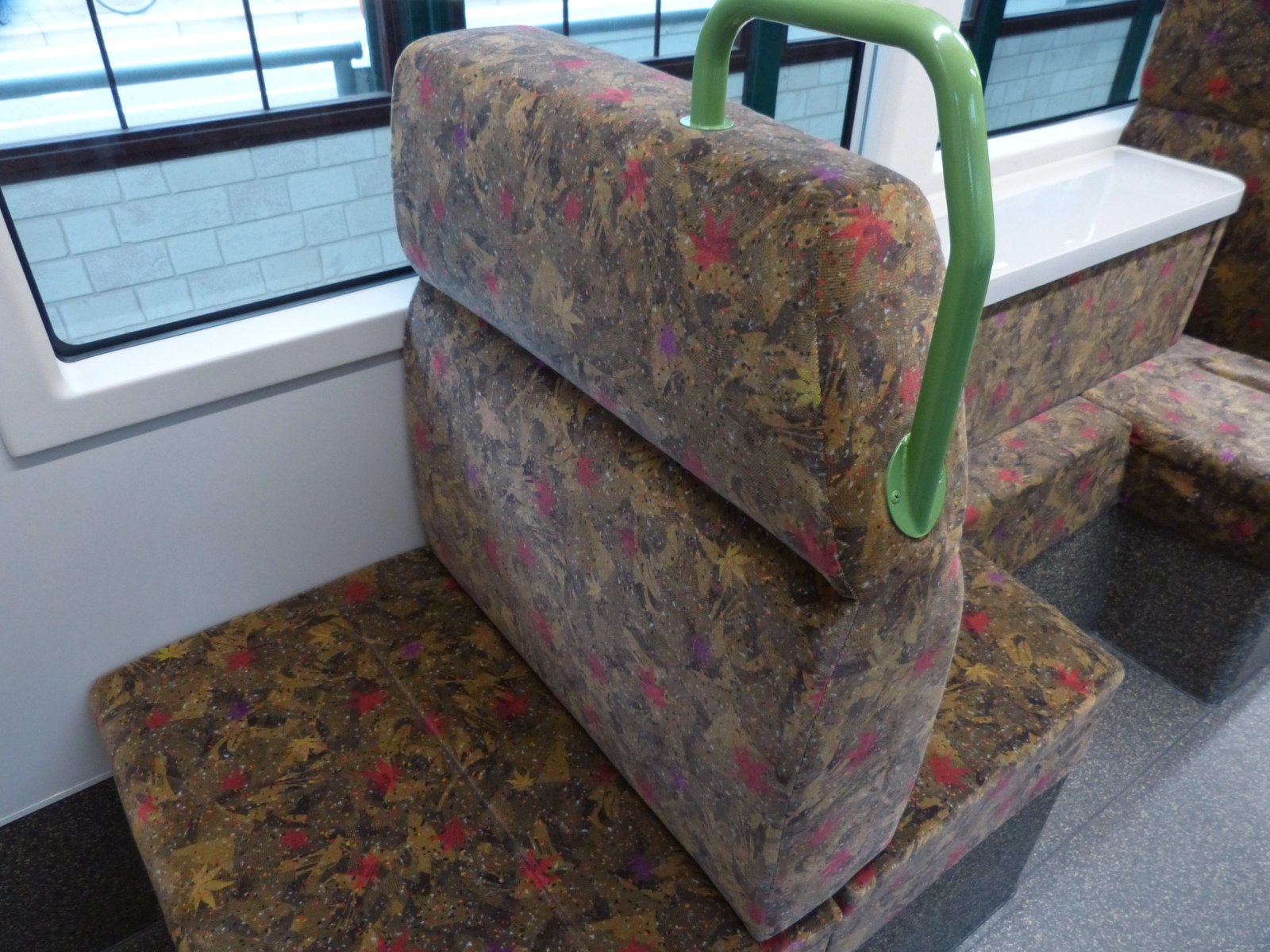
座席（1001、1002号）
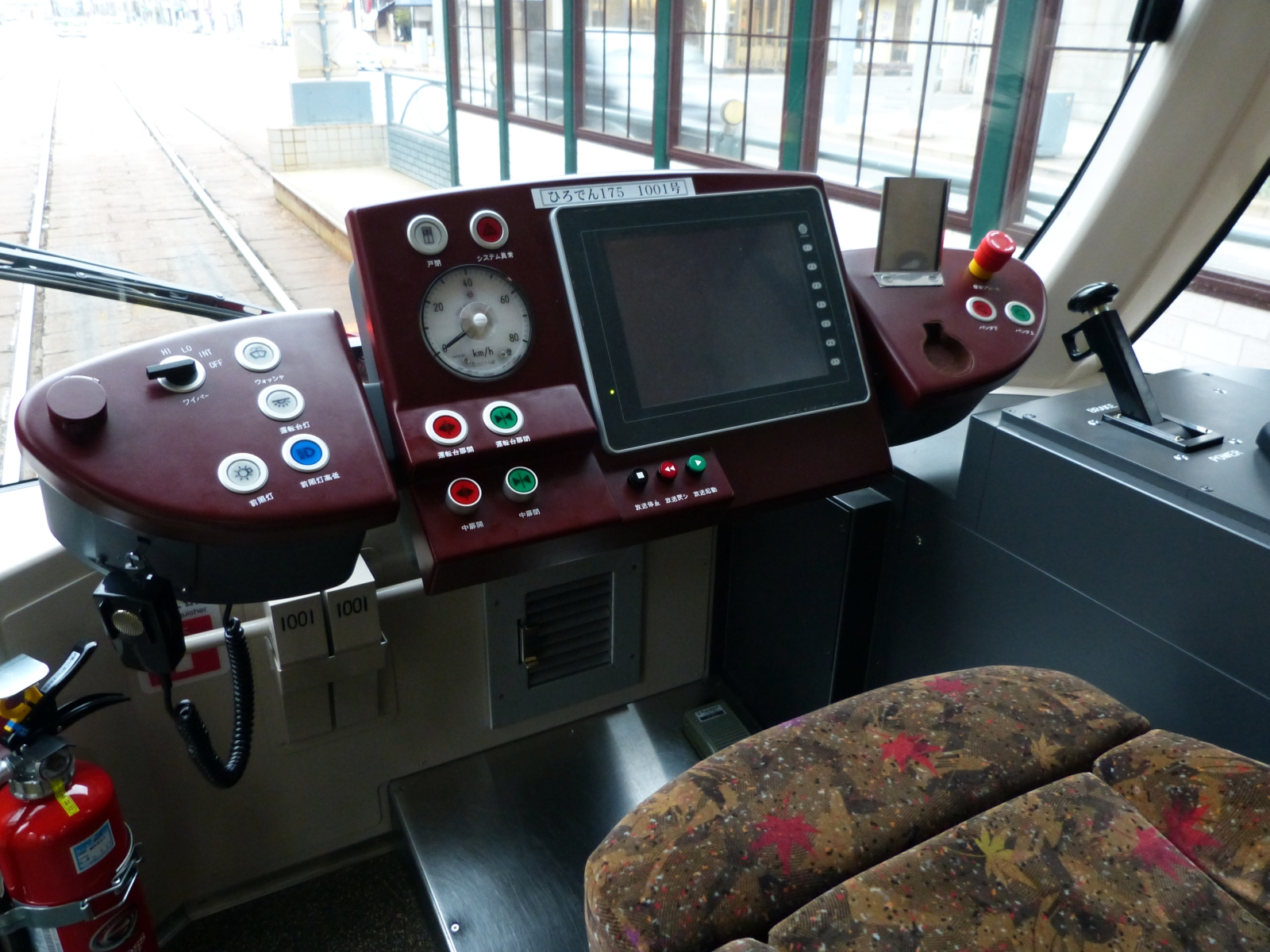
運転席（1001、1002号）

## 各車状況
| 車号 | 近畿車輛出場   | 納入           | 運行開始      | 塗装                | 愛称                              | 広告もしくはラッピング | 備考 | 所属     |
| ---- | -------------- | -------------- | ------------- | ------------------- | --------------------------------- | ---------------------- | ---- | -------- |
| 1001 | 2012年8月31日  | 2013年1月8日   | 2013年2月15日 | 標準色/広電バス塗装 | PICCOLO                           | 広ラなし               |      | 千田車庫 |
| 1002 | 2012年9月23日  | 2013年1月30日  | 2013年2月15日 | AR色*               | PICCOLA                           | Flowertrain（全）      |      | 江波車庫 |
| 1003 | 2013年12月11日 | 2013年12月11日 | 2014年2月1日  | 標準色              | GREEN MOVER LEX                   | 広ラなし               |      | 江波車庫 |
| 1004 | 2014年1月16日  | 2014年1月16日  | 2014年2月1日  | 企業広告            |                                   | 江波車庫               |      |          |
| 1005 | 2014年2月5日   | 2014年2月5日   | 2014年2月17日 | 広ラなし            |                                   | 江波車庫               |      |          |
| 1006 |                | 2014年12月12日 | 2015年1月11日 | 広ラなし            |                                   | 江波車庫               |      |          |
| 1007 |                |                | 2015年2月1日  | 企業広告            |                                   | 千田車庫               |      |          |
| 1008 |                |                | 2015年3月1日  |                     | 離脱中                            | 江波車庫(離脱前は)     |      |          |
| 1009 |                |                | 2016年1月29日 | FORDAYS（全）       |                                   | 江波車庫               |      |          |
| 1010 |                |                | 2016年2月20日 | 西川ゴム工業（部）  |                                   | 千田車庫               |      |          |
| 1011 |                |                | 2017年1月27日 | 企業広告            | サイドミラー設置                  | 千田車庫               |      |          |
| 1012 |                |                | 2017年2月20日 | レモンチ電車（部）  |                                   | 千田車庫               |      |          |
| 1013 |                |                | 2018年1月30日 | ますやみそ（部）    |                                   | 千田車庫               |      |          |
| 1014 |                |                | 2018年2月19日 | 企業広告            |                                   | 千田車庫               |      |          |
| 1015 |                |                | 2019年1月31日 | 広ラなし            |                                   | 千田車庫               |      |          |
| 1016 |                |                | 2019年2月12日 | ケーズデンキ（部）  |                                   | 千田車庫               |      |          |
| 1017 |                |                | 2020年1月25日 |                     | サイドミラー設置 事故により離脱中 | 千田車庫               |      |          |
| 1018 |                |                | 2020年2月22日 | 走る美術館（全）    | サイドミラー、LCD設置             | 千田車庫               |      |          |

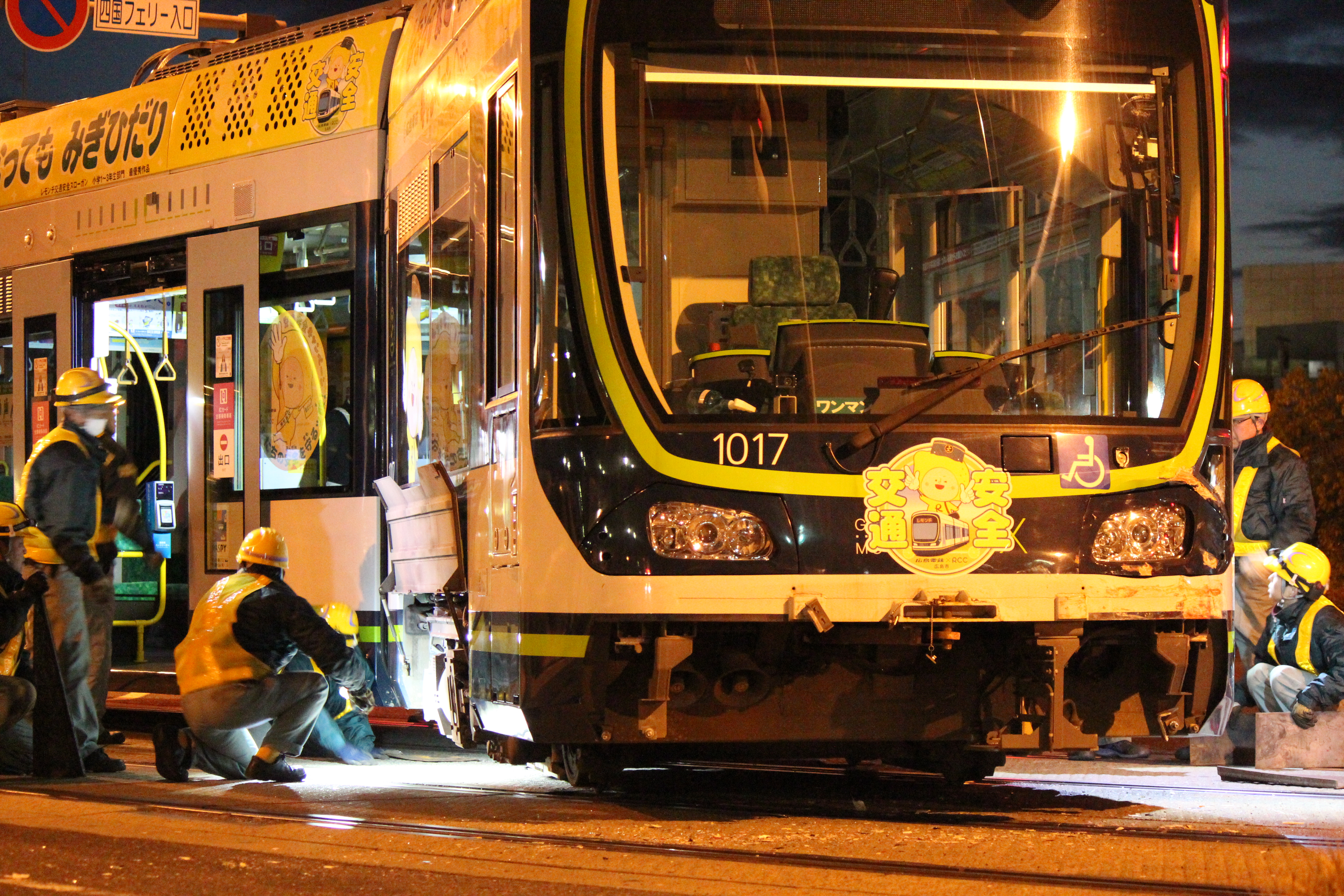
2024年2月23日バスと衝突して脱線した1017号

※AR色 =『アニバーサリーレッド』（広島電鉄100周年記念塗装）。1001号と1002号とでは若干色合いが異なる。

### ラッピング塗装
1001号
試運転中は開発会社の近畿車輛・三菱重工業・東洋電機製造のラッピング塗装がされた。
2013年6月27日より「七夕電車　ひこぼし号」として使用し、その後7月8日から8月30日まで天の川ラッピングを残し「PICCOLO　SUMMER」として運転した。
1002号
試運転中はアンデルセンのラッピング塗装がされた。
2013年6月27日より「七夕電車　おりひめ号」として使用し、その後7月8日から8月30日まで天の川ラッピングを残し「PICCOLA　SUMMER」として運転した。
2013年10月20日から21日のかけてにASVデモのために機器を搭載し実験を実施。合わせて車両のラッピングも行われた。
2013年12月9日から2014年2月28日まで「冬バージョンラッピング」を実施。12月13日から25日までクリスマスラッピングを追加し「クリスマスバージョン」として運行。2014年1月20日から2月14日までバレンタインラッピングを追加し、「バレンタインバージョン」として運行した。
1009号
2024年夏から核酸企業のフォーデイズ（FORDAYS）の全面ラッピングになり6号線と8号線を運行している。
1017号
2021年10月から2022年12月まで「転生したらスライムだった件」の登場人物であるリムル＝テンペストが擬態したというコンセプトでのラッピングが施されていた。
1018号
2021年11月20日より「チャギントンラッピング電車」として3年間の運行を行なった。。

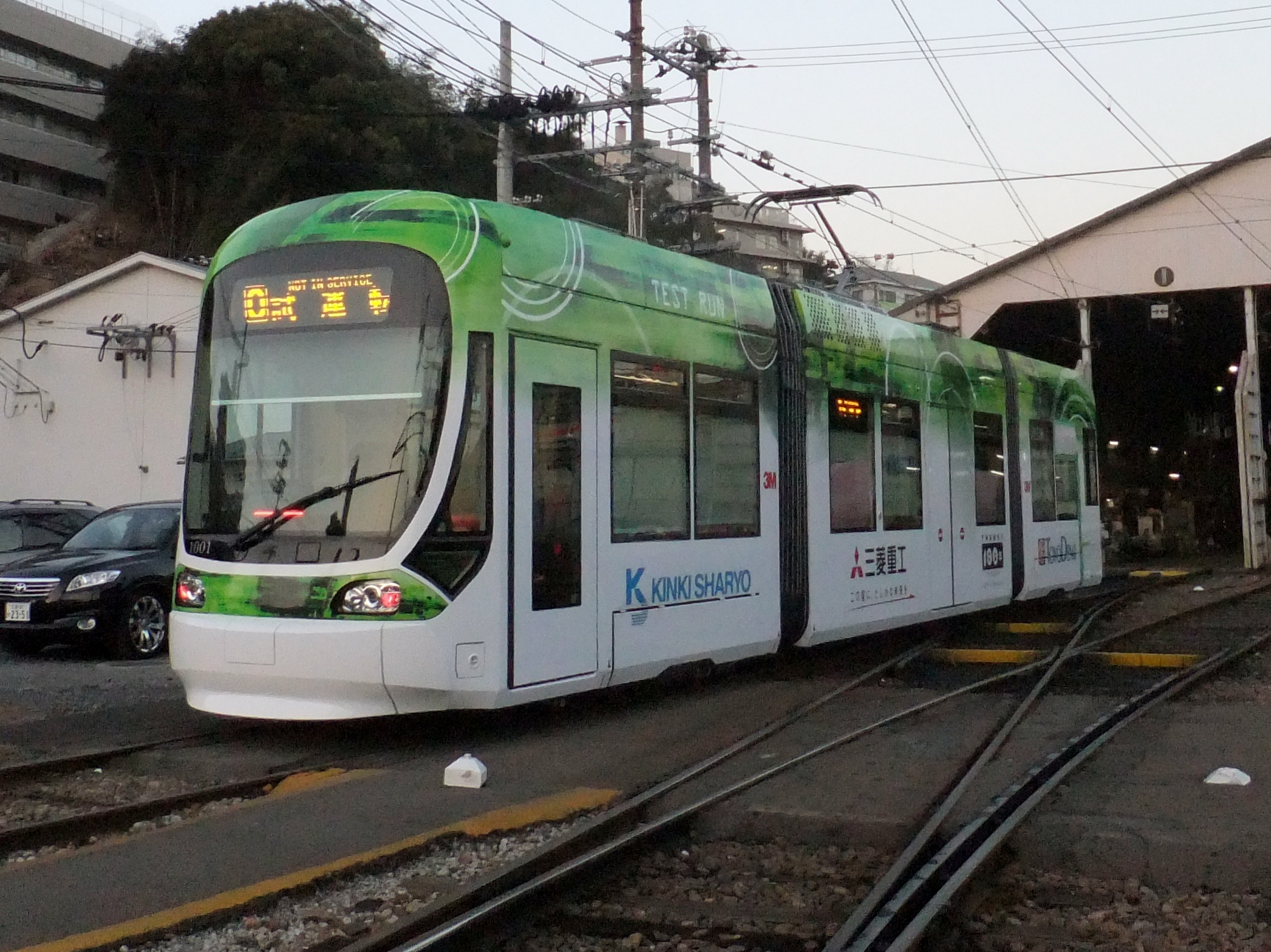
テスト走行期間中の1001号車。開発会社名が書かれている。
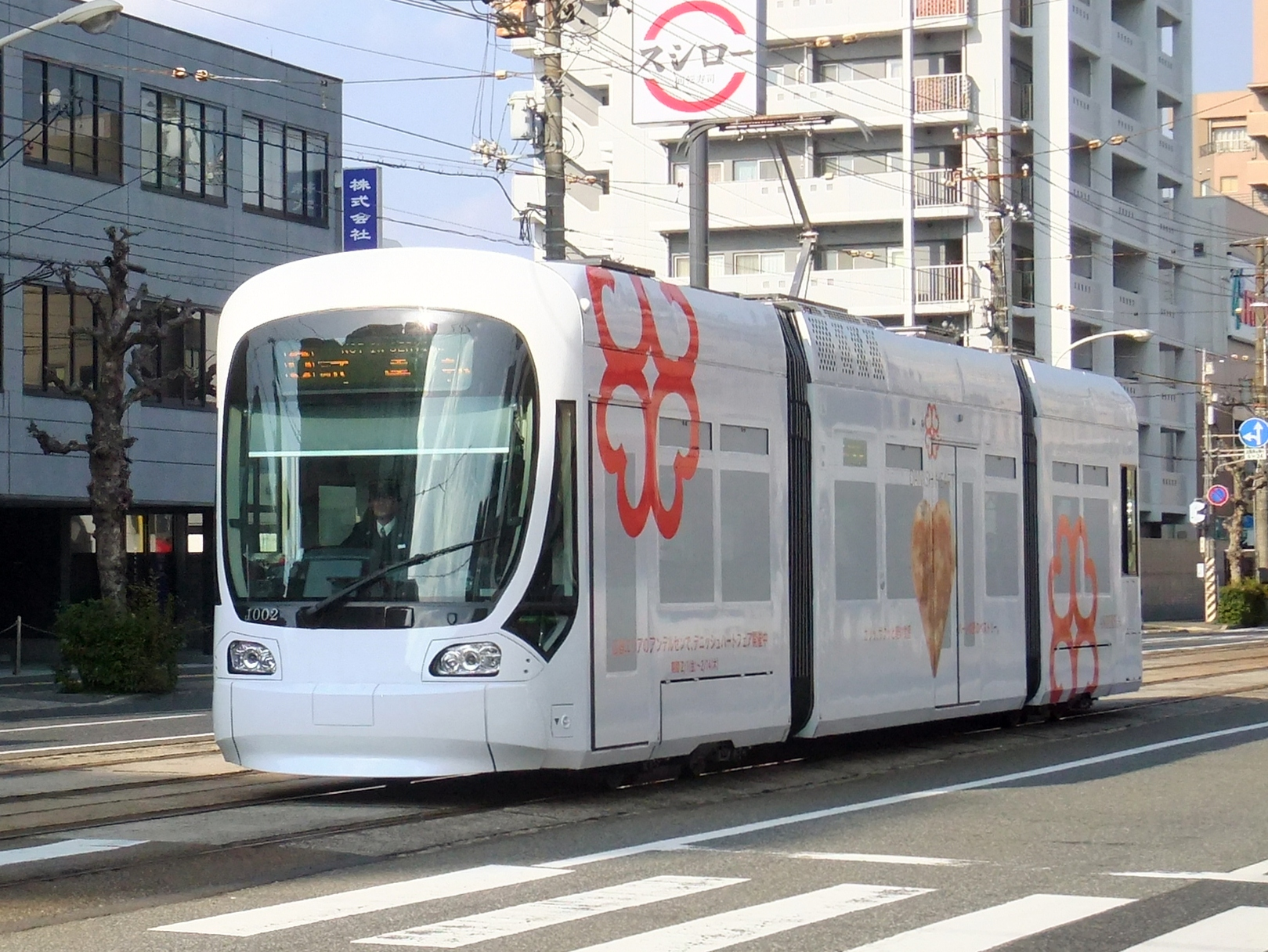
テスト走行期間中の1002号車。アンデルセンとのコラボレーションラッピング。
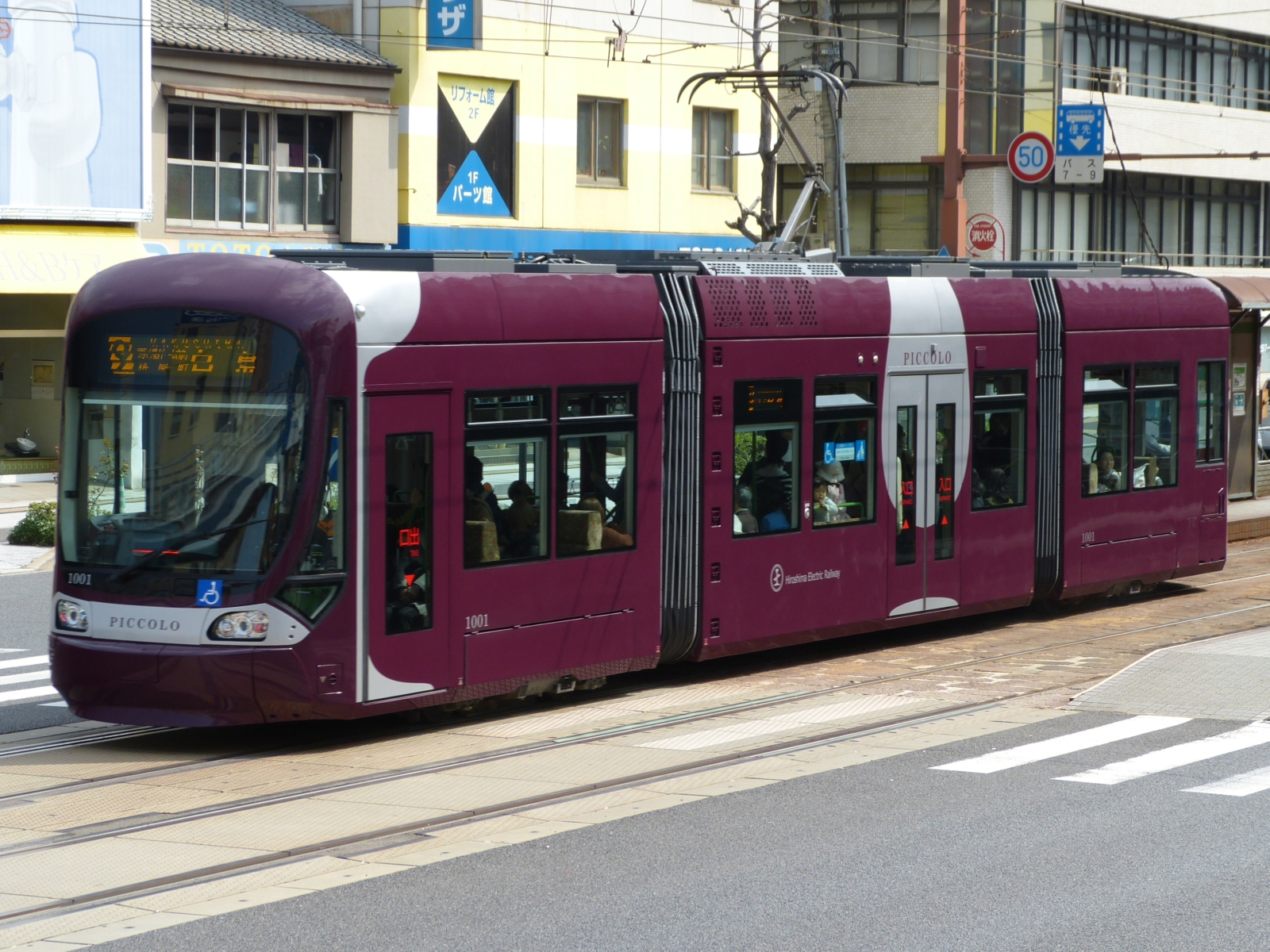
本走行用（100周年記念）の塗装となった1001号「PICCOLO」 ドア中央部および、進行方向の出口ドアに「杯」をイメージした模様が描かれている
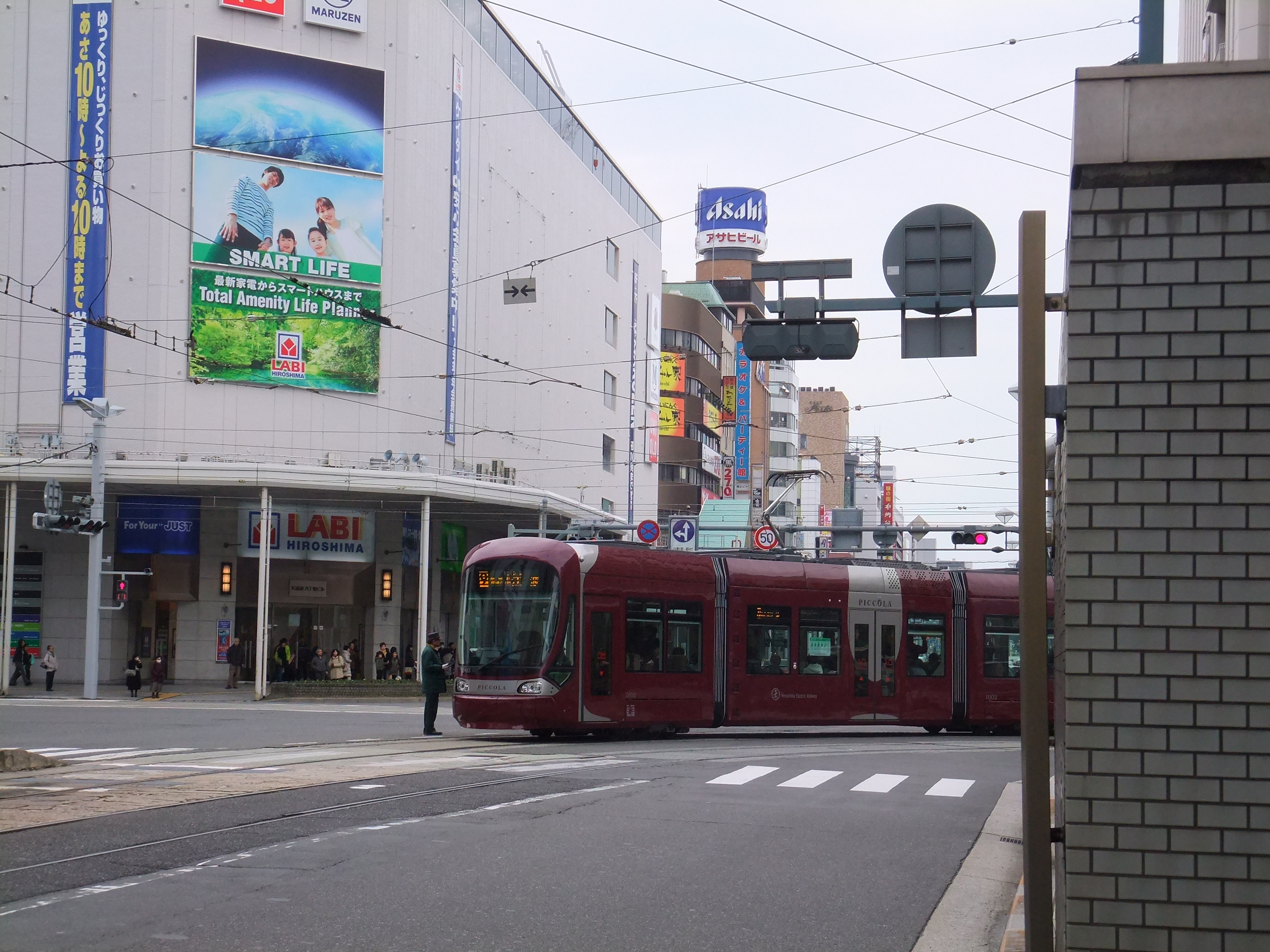
運行当初の八丁堀交差点では係員の誘導があった。
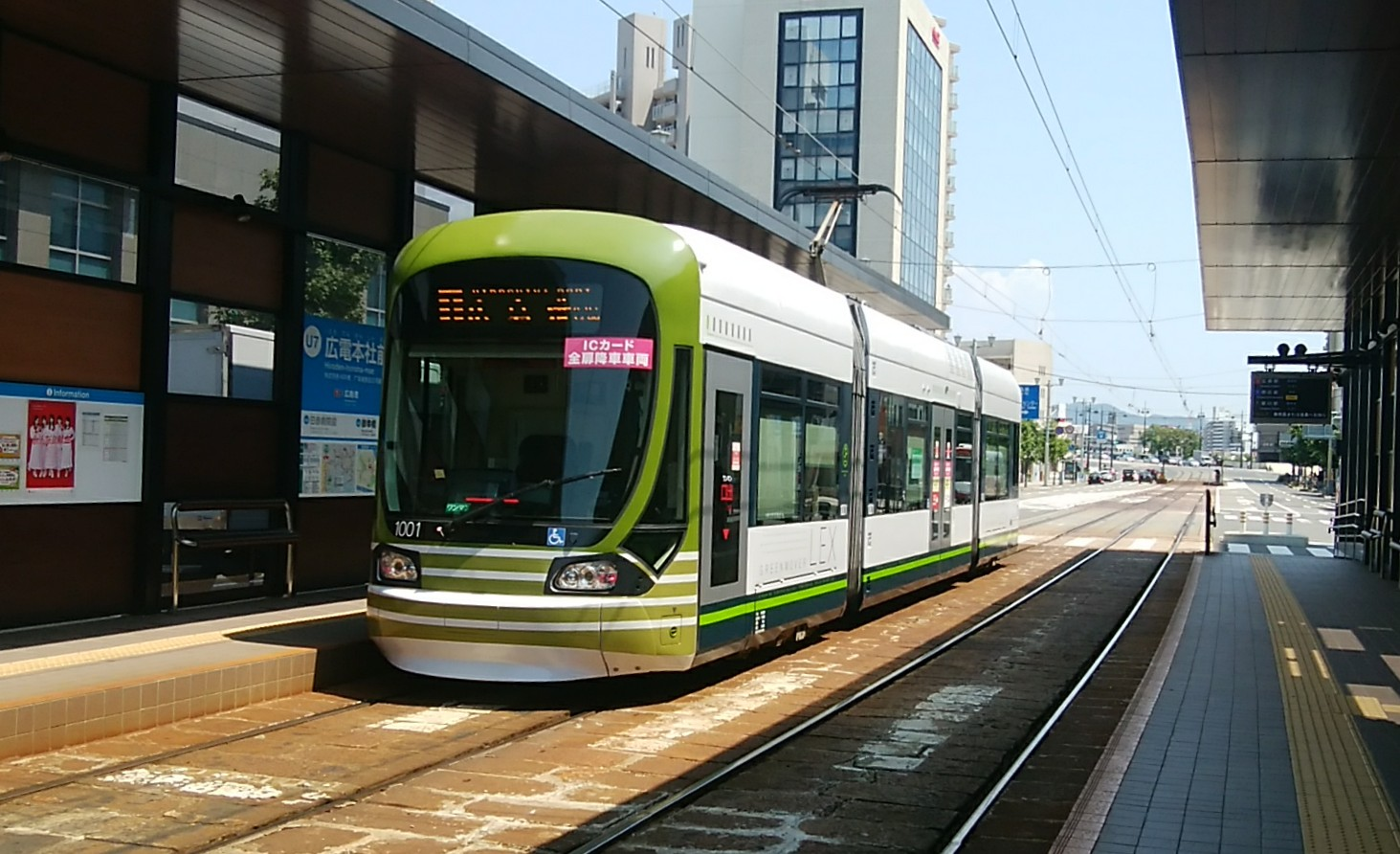
2019年以降、1001号車「PICCOLO」は、車体を半分に分けて標準色及び広電バス色塗装になっている。
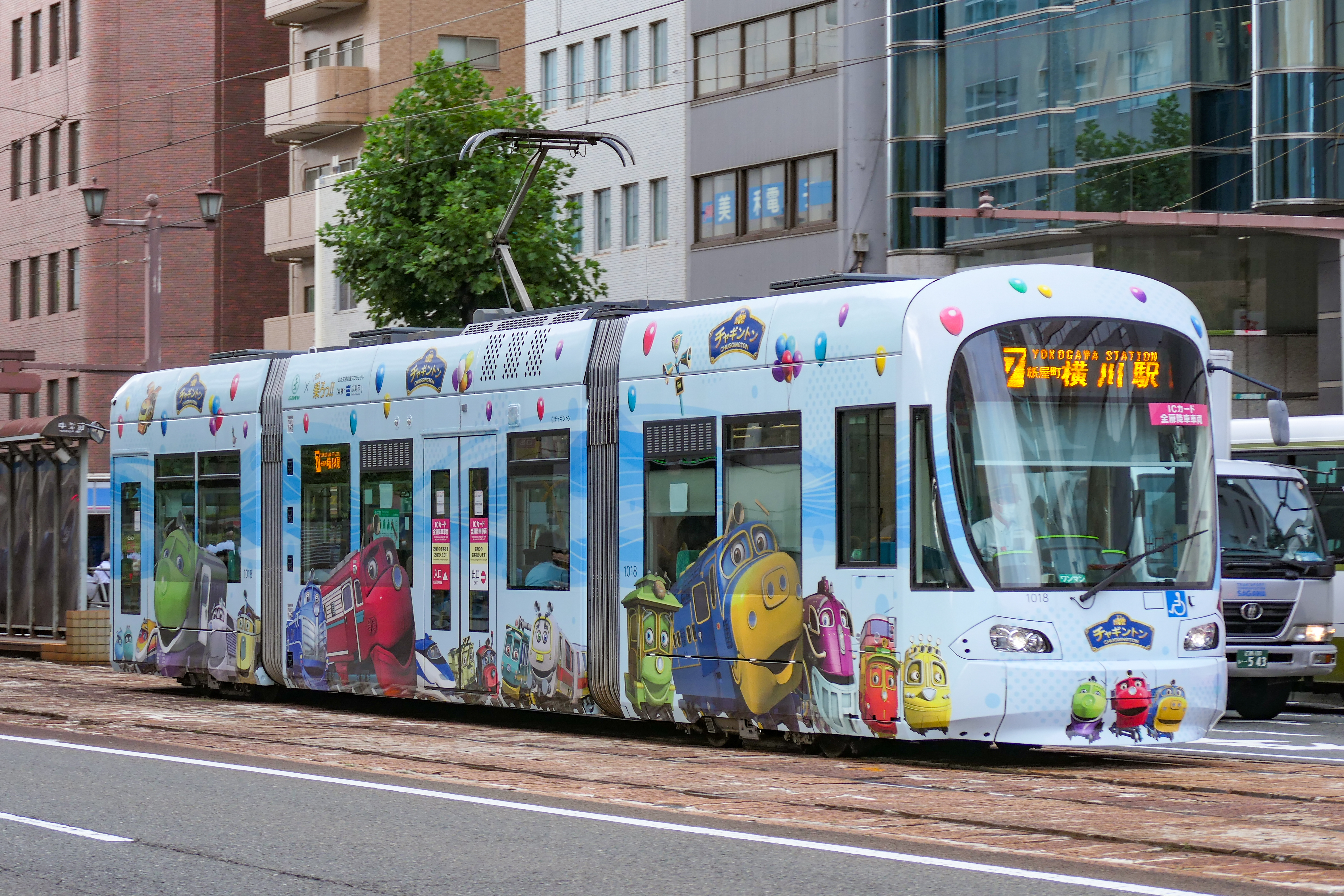
チャギントンラッピング車両

### 補足
1. ↑   『路面電車年鑑 2013』の当時の社長への取材で、2012年時点で在籍120両のうち車齢47年を超える車両（3000形・3100形以前）が48両存在している[16]。それ以外の車両は車齢31年以下で（軽快電車（3500形）以降の車両）[16]、空白期間は路面電車の存廃問題などで車両新製ができず[16]、他の事業者から中古車両の譲渡を受けていた時期に当たる[16]。それらの車両の老朽化の進行のため、以前のように他事業者から車両譲渡を受けることが出来ないので[16]、その分を新製して補填する必要性があると[16]、当時の社長が語っていた[16]。同様のコメントは、2012年9月23日の中国新聞でのインタビューでも語られていた[17]。
2. ↑  "小旅行"の意味[30]
3. ↑  2001年に、国産100%超低床ライトレールを開発するために、メーカーの近畿車輛・三菱重工業・東洋電機製造に、運用面でのアドバイザーとして広島電鉄が加わって結成された[35]、『U3プロジェクト』（JTRAM）[35]として5100形の開発に携わった
4. ↑  『アニバーサリー・レッド』塗色については、中国新聞[6][7]と日本経済新聞[8]が「赤紫」、毎日新聞[37]が「小豆色」、読売新聞[38]が「えんじ（色）」と報じている。また、朝日新聞[39]は『ワインレッドの「ピッコラ」と紫色の「ピッコロ」』の表現で、両者の色合いが異なることを報じている。